# Cenaida Uribe
Cenaida Cebastiana Uribe Medina, född 2 december 1965 i Lima, är en peruansk före detta volleybollspelare.
Uribe blev olympisk silvermedaljör i volleyboll vid sommarspelen 1988 i Seoul.

## Klubbar[8]
| År                  | Klubb               |
| ------------------- | ------------------- |
| 1999/2000           | ABC San Felipe      |
| 1995/1996           | Figurella Firenze   |
| 1994/1995-1995/1996 | Deportivo Jaamsa    |
| 1993/1994           | Amatori Volley Bari |
| 1991/1992-1992/1993 | Volley Sumirago     |
| 1985/1986-1987/1988 | Divino Maestro      |
| 1980/1981-1983/1984 | Divino Maestro      |